# Distretto di Giong Trom
Il distretto di Giong Trom (vietnamita: Giồng Trôm) è un distretto (huyện) del Vietnam che nel 2003 contava 186.719 abitanti.
Occupa una superficie di 311 km² nella provincia di Ben Tre. Ha come capitale la città omonima.